# Gherla
Gherla é uma cidade e município importante do județ (distrito) de Cluj, Roménia, situada na região histórica da Transilvânia. Em 2002 tinha 24083 habitantes.